# Emil Voigt
Emil Voigt (n. 15 decembrie 1879, Saint Louis, Missouri, SUA – d. 26 februarie 1946, Dearborn⁠(d), Michigan, SUA) a fost un gimnast artistic ce a reprezentat Statele Unite ale Americii, medaliat olimpic. A participat la o ediție a Jocurilor Olimpice (1904) în care a câștigat o medalie de argint și două medalii de bronz.